# Turnow-Preilack
Turnow-Preilack (baix sòrab: Turnow-Pšiłuk) és un municipi alemany que pertany a l'estat de Brandenburg. Està a la zona d'assentament dels sòrabs. Forma part de l'Amt Peitz. Es va formar el 2002 de la unió dels dos municipis que li donen nom.